# لوغده
لوجه (بالألمانية: Lügde) هي بلدة ألمانية تقع في ألمانيا في ليبه.[بحاجة لمصدر]  يقدر عدد سكانها بـ 10,555 نسمة .